# Odontospiza
Odontospiza is een geslacht van zangvogels uit de familie prachtvinken (Estrildidae).

## Soorten
Het geslacht kent de volgende soort:
- Odontospiza caniceps (Grijskopzilverbekje / Parelhalsamadine)